# Herning Sydkredsen
Herning Sydkredsen er en opstillingskreds i Vestjyllands Storkreds.
Kredsen er oprettet i 2007. Den består af den sydlige del af Ny Herning Kommune
Kredsen er dannet af den tidligere kommuner Aaskov Kommune (fra Skjernkredsen) samt de sydlige og midterste dele af den tidligere Herning Kommune (fra Herningkredsen).
Den midterste del af Herning består af sognene: Herning, Sankt Johannes, Fredens og Hedeager.
Den sydlige del af den tidligere Herning Kommune består af sognene: Arnborg, Kollund, Kølkær, Rind og Studsgård samt Fasterholt Kirkedistrikt.
Afstemningssteder i kredsen:
1. Tidligere Aaskov Kommune:
  1. Karstoft
  2. Kibæk
  3. Sdr. Felding
  4. Skarrild
  5. Stakroge
2. Sydlige og midterste dele af den tidligere Herning Kommune:

## Folketingskandidater pr. 25/11-2018

### Valgkredsens kandidater for de pr. november 2018 opstillingsberettigede partier
| Liste | Parti                       | Kandidat         | Bemærk |
| ----- | --------------------------- | ---------------- | ------ |
| A     | Socialdemokratiet           | Mogens Jensen    |        |
| B     | Radikale Venstre            |                  |        |
| C     | Det Konservative Folkeparti |                  |        |
| D     | Nye Borgerlige              |                  |        |
| F     | Socialistisk Folkeparti     |                  |        |
| I     | Liberal Alliance            |                  |        |
| O     | Dansk Folkeparti            | Jakob Kjærsgaard |        |
| V     | Venstre                     | Natascha Joof    |        |
| Ø     | Enhedslisten                | Lea Kielsholm    |        |
| Å     | Alternativet                |                  |        |